# CAC Beniaján
CAC Beniaján, pełna nazwa Club de Ajedrez Casino de Beniaján – hiszpański klub szachowy z siedzibą w Beniaján, trzykrotny mistrz Hiszpanii.

## Historia
Klub został założony w 2011 roku. W 2017 roku zadebiutował w División de Honor, zajmując piąte miejsce. W 2018 roku zespół zdobył wicemistrzostwo kraju, a w sezonie 2019 – trzecie miejsce. W 2021 roku klub zdobył swoje pierwsze mistrzostwo Hiszpanii, wyprzedzając o pół punktu CA Silla. Zawodnikami klubu byli wówczas m.in. David Antón Guijarro, Parham Maghsudlu, Amin Tabatabai i Sandro Mareco. W 2023 roku CAC Beniaján zdobył drugi tytuł mistrzowski. W 2024 roku nastąpiła skuteczna obrona tytułu.

## Arcymistrzowie w historii klubu
| - David Antón Guijarro - Hipolito Asis Gargatagli - Nino Baciaszwili - Ferenc Berkes - Pepe Cuenca - Maksim Czigajew - Bogdan-Daniel Deac - Viktor Erdős - Władimir Fiedosiejew - Nils Grandelius - David Howell - José Carlos Ibarra Jerez - Eduardo Iturrizaga | - Wasyl Iwanczuk - Daniił Juffa - Josep Manuel López Martínez - Parham Maghsudlu - Sandro Mareco - Micheil Mczedliszwili - Siergiej Mowsesjan - Anna Muzyczuk - David Navara - Lewan Panculaja - Rusłan Ponomariow - Amin Tabatabai |